# Matinsaari (ö i Södra Savolax, S:t Michel, lat 61,75, long 27,00)
Matinsaari är en ö i Finland. Den ligger i sjön Hirvijärvi och i kommunen Sankt Michel i den ekonomiska regionen  S:t Michel och landskapet Södra Savolax, i den södra delen av landet, 210 km nordost om huvudstaden Helsingfors. Öns area är 1,1 hektar och dess största längd är 160 meter i nord-sydlig riktning.